# Největší Španělé historie
Největší Španělé historie, v originále El Español de la Historia, byla televizní show španělské tv stanice Antena 3, která byla národní verzí formátu BBC Great Britons. Ve Španělsku se populární anketa o největší osobnost národní historie konala roku 2007, neměla však podobu hlasování diváků, ale výzkumu veřejného mínění, jehož se zúčastnilo 3000 respondentů.

## Výsledky

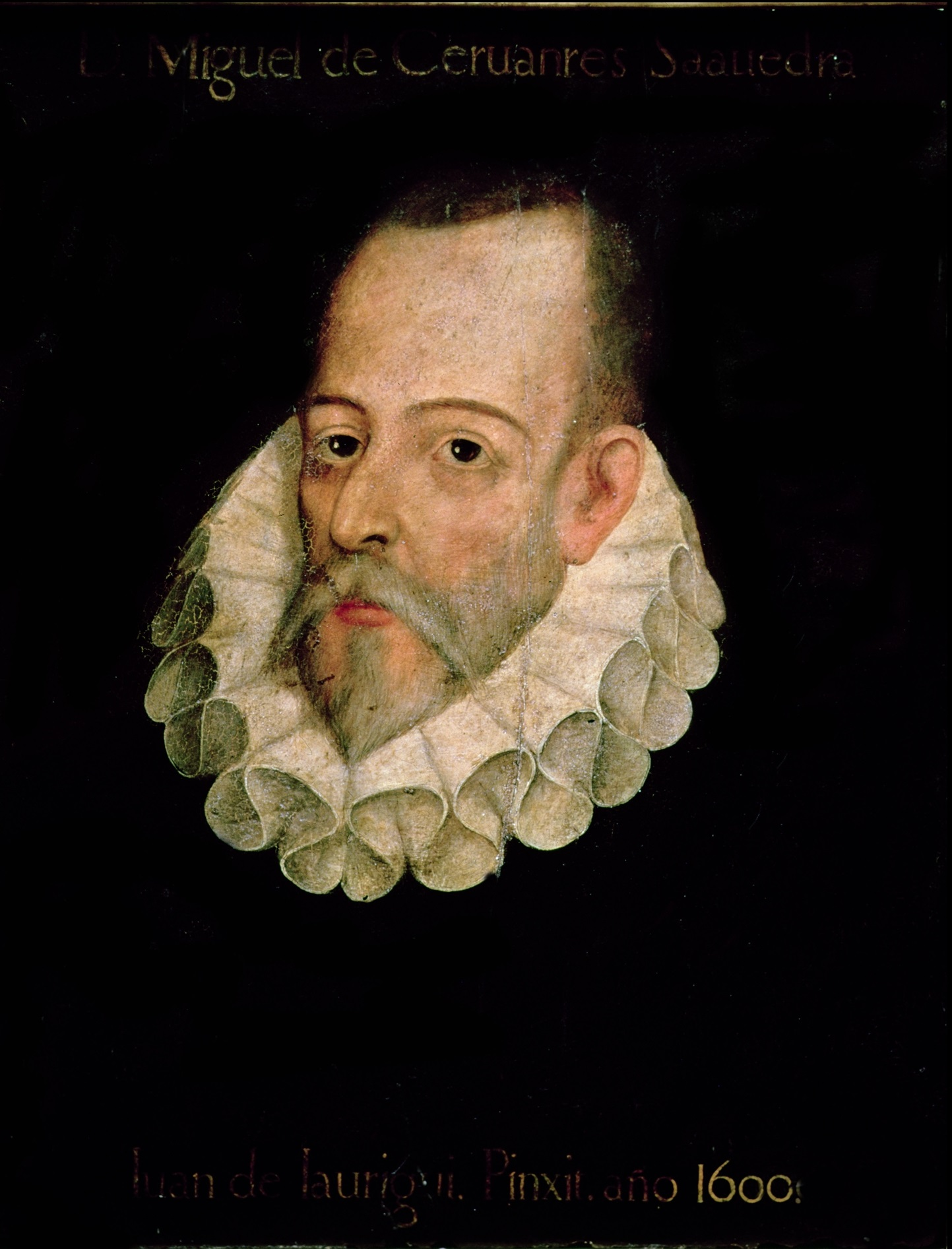
Miguel de Cervantes

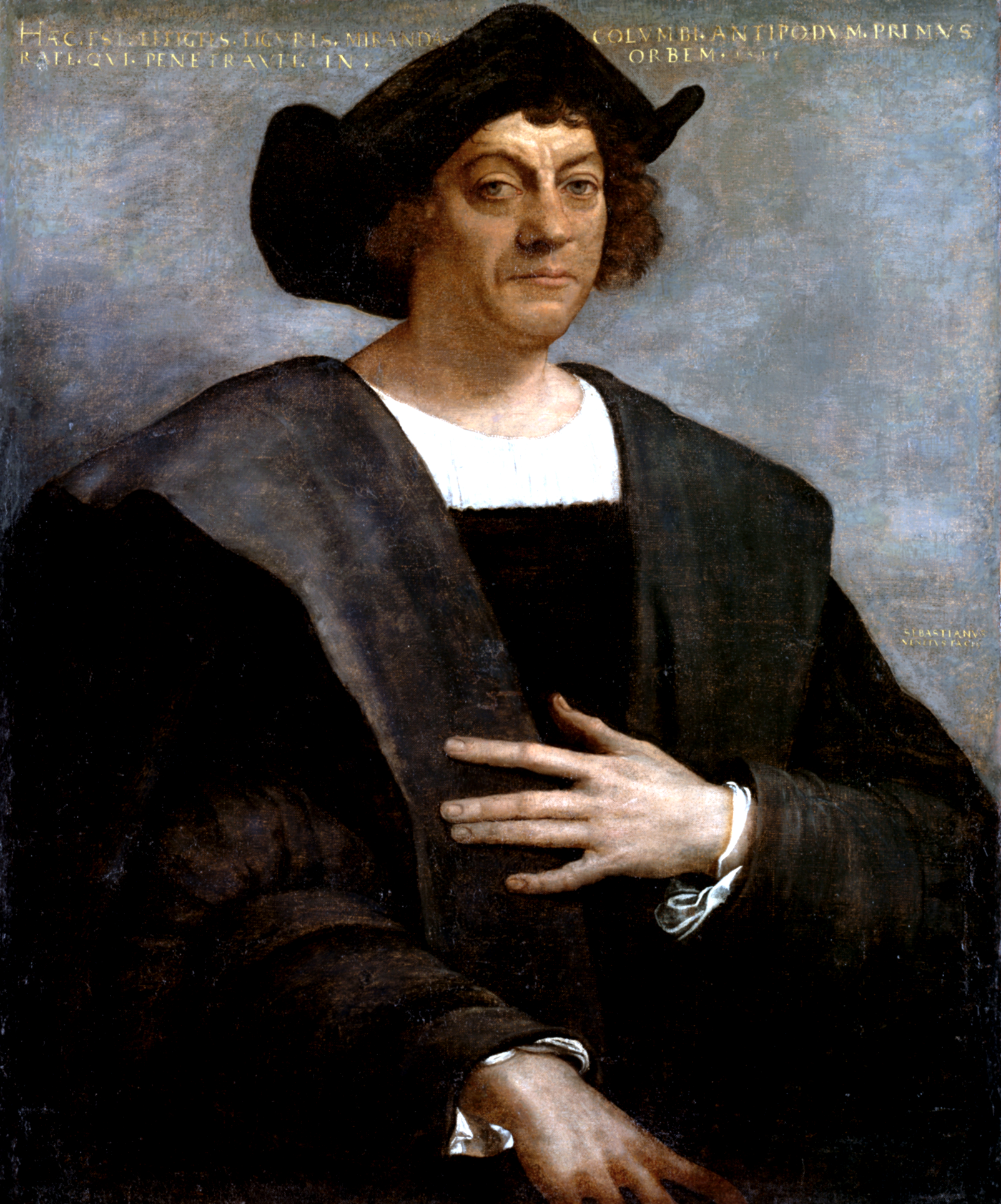
Kryštof Kolumbus

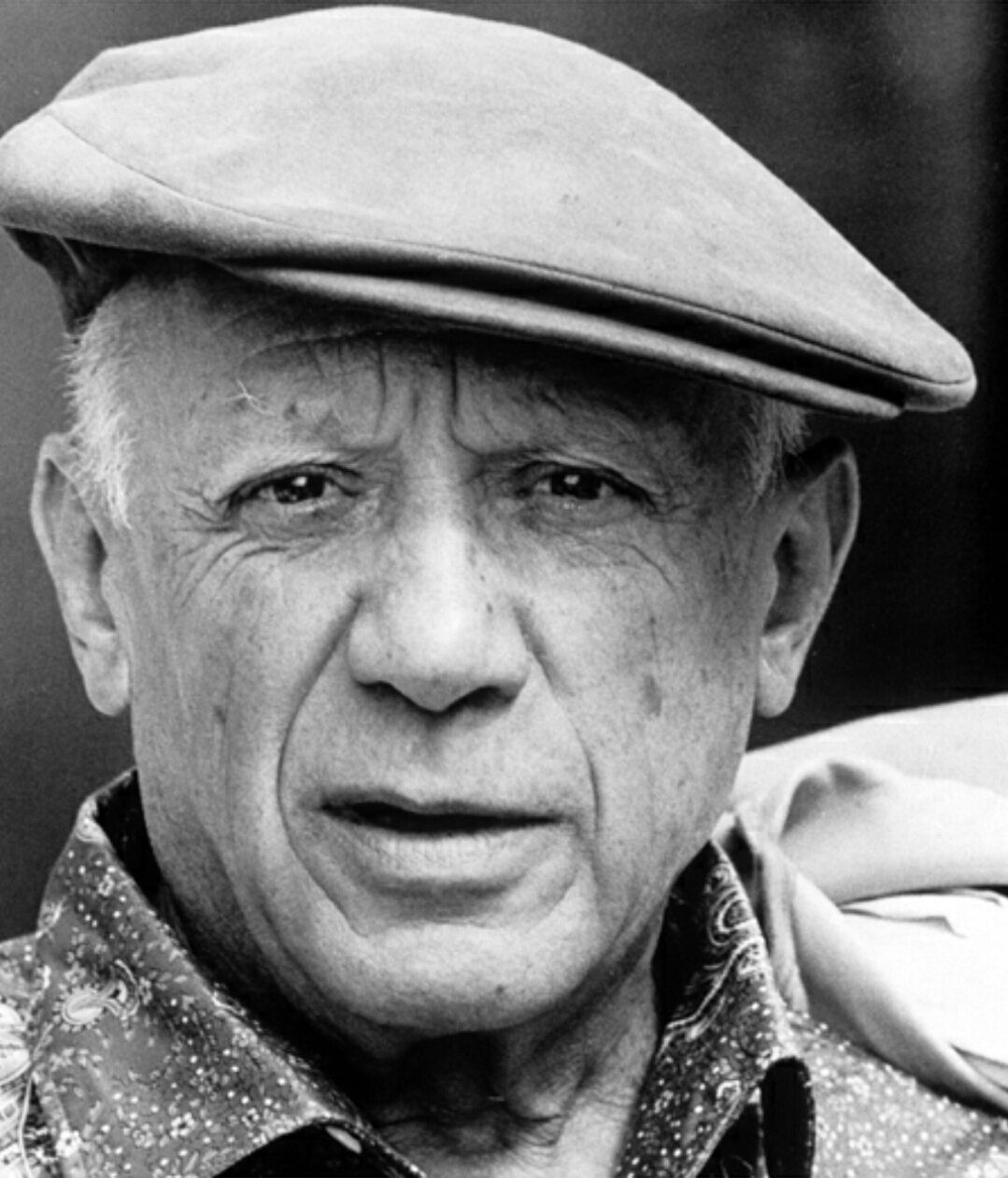
Pablo Picasso

1. Juan Carlos I. – bývalý španělský král
2. Miguel de Cervantes y Saavedra – spisovatel
3. Kryštof Kolumbus – mořeplavec
4. Sofie Řecká – bývalá španělská královna
5. Adolfo Suárez – politik, bývalý premiér
6. Santiago Ramón y Cajal – histolog, nositel Nobelovy ceny
7. Filip – současný španělský král, syn krále Juana Carlose I.
8. Pablo Picasso – malíř
9. Terezie od Ježíše – mystička
10. Felipe González – politik, bývalý premiér
11. Isabela Kastilská – středověká královna
12. Severo Ochoa – biochemik, nositel Nobelovy ceny
13. Federico García Lorca – básník a dramatik
14. José Luis Rodríguez Zapatero – politik, bývalý premiér
15. Letizia Španělská – současná španělská královna
16. Salvador Dalí – malíř
17. Antoni Gaudí – architekt
18. Cid – středověký rytíř
19. Alfons X. Kastilský – středověký král
20. Fernando Alonso – jezdec Formule 1
21. Francisco Goya – malíř
22. Francisco Franco – diktátor
23. Antonio Machado – básník
24. Miguel Indurain – cyklista
25. Michael Servetus – středověký myslitel
26. Lola Flores – zpěvačka a tanečnice
27. Filip II. Španělský – středověký král
28. Karel V. – středověký král
29. Rocío Jurado – zpěvačka a herečka
30. Gregorio Marañón – filozof a spisovatel
31. Diego Velázquez – malíř
32. Isabel Pantoja – zpěvačka
33. José Ortega y Gasset – filozof
34. Miguel de Unamuno – spisovatel a filozof
35. José María Aznar – politik, bývalý prezident
36. Vincenc Ferrerský – dominikánský misionář a kazatel
37. Camilo José Cela – spisovatel
38. Pedro Duque – kosmonaut
39. Dani Pedrosa – motocyklový závodník
40. Pau Gasol – basketbalista
41. David Bisbal – zpěvák
42. Rafael Nadal – tenista
43. Camarón de la Isla – zpěvák
44. Pelayo – vizigótský král
45. Juan Ramón Jiménez – básník
46. Santiago Carrillo – politik
47. Antonio Banderas – herec a zpěvák
48. Ignác z Loyoly – zakladatel jezuitského řádu
49. Pedro Almodóvar – filmař
50. Juan Sebastián Elcano – mořeplavec